# Das Märchen (Goetz)
Das Märchen ist der Titel einer von Curt Goetz verfassten Komödie.
Das Stück ist unter dem Titel Das Märchen – Eine kitschige Begebenheit einer der drei Einakter aus dem Werk Die tote Tante und andere Begebenheiten, zu denen noch Der Mörder – Eine ärgerliche Begebenheit sowie Die tote Tante – Eine erbauliche Begebenheit zählen.
Die Uraufführung fand am 17. April 1924 am Modernen Theater in Wien statt, die deutsche Erstaufführung am 1. Oktober 1924 in den Kammerspielen des Deutschen Theaters in Berlin.

## Handlung
Der Lord, des Lebens überdrüssig, denkt daran, sich umzubringen, als er die Zigeunerin Nadja kennenlernt, die ihm innerhalb weniger Tage seine Lebensfreude zurückgibt und ihn von seinem Vorhaben abbringt. Doch der misstrauische Anwalt des Lords glaubt, dass Nadjas Motive nicht uneigennützig sind.

## Verfilmungen
Der Stoff wurde zweimal verfilmt:
- Das Märchen (DDR 1966, Fernsehfilm) – Regie: Hans-Joachim Zimmermann
- Das Märchen (DDR 1976, Fernsehfilm) – Regie: Denis Seiler und Margot Thyrêt

## Hörspiele
Eine Hörspielversion unter der Regie von Goetz selbst mit ihm als Lord, seiner Frau Valérie von Martens als Nadja, Alfred Huttig als Advokat Hastings, Theodor Grieg als Butler Herr Charly und Hans Radvanyi als Sprecher wurde vom Österreichischen Rundfunk produziert und hatte Premiere am 26. Mai 1947. Diese Version ist auch auf Schallplatte erhältlich. Eine weitere Hörspielversion mit Goetz und von Martens entstand zwei Jahre später unter der Regie von Gustav Burmester für den NWDR mit Heinz Sander als Hastings und Heinz Piper als Sprecher. Der SWF produzierte 1956 eine Version mit Johannes Riemann als Lord, Werner Finck als Hastings, Gustl Halenke als Nadja und Ernst Fritz Fürbringer als Herr Charly. Regie führte Fritz Schröder-Jahn. Eine weitere Version entstand 1959 für den DRS.

## Zitat
„Es ist mein souveränes Recht, von Dir zu denken, was ich will.“